# Roberto Pérez Mínguez

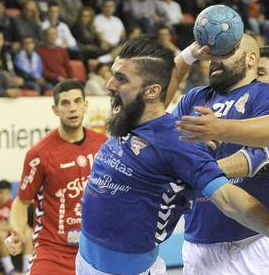

Roberto Pérez (Valladolid, 15 de febrero de 1984) es un jugador de balonmano español. Juega en la posición de lateral izquierdo en el Club Balonmano Nava.
Tiene tres hermanos que se han dedicado profesionalmente al deporte: Adrián y Rubén al fútbol y Francisco al balonmano.

### Primeros años
Comenzó su trayectoria  en el equipo infantil del colegio San Viator de Valladolid, cuyas categorías inferiores se convirtieron en las del BM Valladolid en la temporada 1998-99, empezando por el equipo cadete al que él pertenecía y que entonces entrenaban conjuntamente el jugador de la selección nacional Raúl González,  actual entrenador del PSG y Jota González, actual técnico del Benfica.
Desde la categoría cadete hasta la júnior, Roberto participó en la consecución de numerosos éxitos en la Liga Provincial y también a nivel regional y nacional en los campeonatos  de Castilla y León y de España respectivamente.

### Trayectoria profesional
Con la mayoría de edad pasó a formar parte del primer equipo entrenado por Juan Carlos Pastor, aunque la competencia por jugar minutos era muy fuerte en un equipo con grandes talentos internacionales que se encontraba en la mejor época de su historia. A los títulos de Copa Asobal en el 2002 y de Copa del Rey en 2005 y 2006, habría que sumar el culmen de su palmarés con la conquista de la Recopa de Europa el 30 de mayo de 2009 ante el HSG Nordhom alemán, el primer título europeo del club en su tercera y última final a nivel continental tras las derrotas en las finales de la EHF Cup en 1999 y de la City Cup en el 2000.  
En el verano de 2009 y a la edad de 25 años, Roberto decidió partir con rumbo al conjunto segoviano del Club Balonmano Nava, recién ascendido a Primera Nacional, tercera categoría del balonmano español, donde disfrutaría de mayores oportunidades durante las 3 temporadas que duraría su estancia.  
Con el equipo navero disputaría, en campañas sucesivas, la ronda de Fase de Ascenso a la División de Honor Plata, que en última instancia no llegó a materializarse.
Al final de la temporada 2011-12 Roberto confirmaba su vuelta al BM Valladolid. Los siguientes años fueron tumultuosos para el club, que enfrentaba  una situación financiera crítica por  culpa de las deudas y en la que su rendimiento en la Liga Asobal comenzaba a ser preocupante. Tras haber logrado la cuarta plaza la temporada previa, la 2012-13 vio al club luchando por evitar el descenso, concluyendo finalmente en 12.ª posición, a tan sólo 3 puntos de la 15.ª y penúltima plaza. 
Finalmente, en junio de 2014, con el club ya en concurso de acreedores y tras consumarse el descenso, habiendo finalizado el equipo en penúltimo lugar de la tabla, el entonces presidente de la entidad, Óscar Simón, certificaba la disolución del BM Valladolid.
Aquel mismo mes de junio, bajo los auspicios del ex-edil de Deportes del PP en el ayuntamiento y varios exjugadores del club como Manu Martín o el propio Raúl González, se fundaría una nueva entidad, el Atlético Valladolid, que empezaría su andadura en la División de Honor Plata en la temporada 2014-15, campaña en la que finalizarían en cuarta posición.
En la siguiente temporada, la 2015-16, el club conquistó el campeonato de la categoría con récord histórico de puntos.
En los siguientes años Roberto iría prolongando su estancia con sucesivas renovaciones, hasta que en el verano de 2021 decide abandonar la disciplina del Atlético Valladolid para incorporarse a las filas del UBU San Pablo Burgos.
Al final de su trayectoria en el conjunto pucelano, Roberto Pérez se había convertido en el jugador con más partidos disputados del club con 218 encuentros entre Liga y Copa del Rey, habiendo anotado un total de 351 goles.
En la temporada 2021-2022 participaría de la gran temporada del equipo burgalés, que finalizaría en tercera posición del Grupo A de la División de Honor Plata, aunque finalmente sin materializar la promoción en la Fase de Ascenso. 
Al finalizar la campaña, Roberto Pérez hizo oficial su regreso al Club Balonmano Nava, donde sigue disputando partidos en la Liga Asobal como lateral izquierdo con el dorsal 21.

## Trayectoria
- BM Valladolid (2002-2009)
- BM Nava (2009-2012)
- BM Valladolid (2012-2014)
- Atlético Valladolid (2014-2021)
- BM Burgos (2021-2022)
- BM Nava (2022-2024)